# Байков, Олег Александрович
Олег Александрович Байков (14 июля 1935, Ногинск, СССР — 14 февраля 2023, Москва, Россия) — советский и российский военачальник. Начальник 9-го Центрального управления Министерства обороны (1987—1993). Герой Социалистического Труда (1982), заслуженный строитель РСФСР, генерал-лейтенант (1990).

## Биография
Родился 14 июля 1935 года в городе Ногинске Московской области. С 1948 года жил в г. Железнодорожном той же области, затем — в посёлке Кучино (ныне в черте Балашихи).
На воинской службе с августа 1953 года. В 1958 году окончил военно-строительный факультет Ленинградского инженерно-строительного института. Служил в военно-строительных войсках: инженер-механик, старший офицер по эксплуатации машин и механизмов, производитель и старший производитель работ (прораб), главный механик.
С 1964 — начальник монтажного участка, в 1967—1970 — начальник 802-го строительно-монтажного управления (СМУ) 523-го Управления специальных монтажных работ. Руководил строительством зданий и сооружений различного назначения для 38-й ракетной дивизии (в районе города Державинск Жаркаинского района Акмолинской области Казахстана).
С июля 1970 по январь 1982 года — начальник 101-го Управления специального строительства Министерства обороны СССР (Комсомольск-на-Амуре).
В 1982—1984 года — заместитель командующего войсками Прибалтийского военного округа по строительству и расквартированию войск.
Далее проходил службу в Главном управлении специального строительства Министерства обороны СССР: заместитель начальника Главного управления — начальник управления специального строительства (1984—1985), заместитель начальника Главного управления по строительству объектов Системы противоракетного нападения (1985—1986), первый заместитель начальника Главного управления (1986—1987).
С марта 1987 года — начальник 9-го Центрального управления Министерства обороны СССР. С сентября 1992 по декабрь 1993 года — начальник 9-го Центрального управления Министерства обороны Российской Федерации.
С декабря 1993 года в отставке.
С 1994 по 1999 года — ведущий инженер Управления строительства № 30, с 2009 по 2010 год — документовед в холдинговой компании «Главное всерегиональное строительное управление „Центр“».
Скончался 14 февраля 2023 года на 88-м году жизни. Похоронен на Троекуровском кладбище.

## Воинские звания
- техник-лейтенант (9.10.1956);
- инженер-лейтенант (15.09.1958);
- старший инженер-лейтенант (3.02.1960);
- инженер-капитан (16.02.1963);
- инженер-майор (13.03.1967);
- инженер-подполковник (18.03.1971);
- полковник-инженер (21.04.1975);
- генерал-майор (03.11.1983);
- генерал-лейтенант (25.04.1990).

## Награды
- Герой Социалистического Труда (16.02.1982) — за большие заслуги в выполнении заданий по строительству объектов оборонного назначения
- Орден Октябрьской Революции (17.04.1978),
- Орден «Знак Почёта» (29.08.1969),
- Орден «За службу Родине в Вооружённых Силах СССР» 3-й степени (1989),
- Заслуженный строитель РСФСР (23.06.1976).
- Медали СССР,
- Медали РФ.